# Nathan Cook
Pour les articles homonymes, voir Cook.
Nathan Cook est un acteur américain né le 9 avril 1950 à Philadelphie, Pennsylvanie (États-Unis), décédé le 11 juin 1988 à Santa Monica (Californie).

## Filmographie
- 1974 : Abby : Tafa Hassan
- 1978 : Katie: Portrait of a Centerfold (TV) : Postman
- 1979 : The Last Word de Roy Boulting : Officier Caine
- 1980 : Scared Straight! Another Story (TV) : Doctor
- 1982 : The Ambush Murders (TV) : Gordon Steele
- 1983 : Bonjour les vacances (Vacation) : Man Giving Directions
- 1983 : Hôtel ("Hotel") (série TV) : Billy Griffin
- 1984 : Popular Neurotics (TV)